# Алісон Ріск
Алісон Ріск (англ. Alison Riske, 30 липня 1990) — американська тенісистка.
Ріск почала грати в теніс з 3 років. З 2009 року вона грає на професійному рівні. Свій перший титул WTA Ріск здобула в жовтні 2014 року  на Tianjin Open, де переграла в фіналі Белінду Бенчич.

## Значні фінали

### Прем'єрні обов'язкові та прем'єрні 5

#### Одиночний розряд: 1 фінал
| Результат | Рік  | Турнір     | Поверхня | Супротивниця    | Рахунок       |
| --------- | ---- | ---------- | -------- | --------------- | ------------- |
| Поразка   | 2019 | Wuhan Open | Тверда   | Аріна Соболенко | 3–6, 6–3, 1–6 |

## Фінали турнірів WTA

### Одиночний розряд: 9 (2 титули)
| Результат | В-П | Дата     | Турнір                                         | Категорія    | Поверхня | Супротивниця       | Рахунок            |
| --------- | --- | -------- | ---------------------------------------------- | ------------ | -------- | ------------------ | ------------------ |
| Перемога  | 1–0 | Жов 2014 | Tianjin Open, КНР                              | Міжнародний  | Тверде   | Белінда Бенчич     | 6–3, 6–4           |
| Поразка   | 1–1 | Січ 2016 | WTA Shenzhen Open, КНР                         | Міжнародний  | Тверде   | Агнешка Радванська | 3–6, 2–6           |
| Поразка   | 1–2 | Чер 2016 | Nottingham Open, Велика Британія               | Міжнародний  | Трава    | Кароліна Плішкова  | 6–7(8–10), 5–7     |
| Поразка   | 1–3 | Жов 2016 | Tianjin Open, КНР                              | Міжнародний  | Тверде   | Пен Шуай           | 6–7(3–7), 2–6      |
| Поразка   | 1–4 | Січ 2017 | WTA Shenzhen Open, КНР                         | Міжнародний  | Тверде   | Катержина Сінякова | 3–6, 4–6           |
| Поразка   | 1–5 | Тра 2018 | Nuremberg Cup, Німеччина                       | Міжнародний  | Ґрунт    | Юганна Ларссон     | 6–7(4–7), 4–6      |
| Поразка   | 1–6 | Січ 2019 | WTA Shenzhen Open, КНР                         | Міжнародний  | Тверде   | Аріна Соболенко    | 6–4, 6–7(2–7), 3–6 |
| Перемога  | 2–6 | Чер 2019 | Rosmalen Grass Court Championships, Нідерланди | Міжнародний  | Трава    | Кікі Бертенс       | 0–6, 7–6(7–3), 7–5 |
| Поразка   | 2–7 | Вер 2019 | Wuhan Open, КНР                                | Прем'єрний 5 | Тверде   | Аріна Соболенко    | 3–6, 6–3, 1–6      |

## Історія виступів на турнірах Великого шлему

### Одиночний розряд
| Турнір          | 2007 | 2008 | 2009 | 2010 | 2011 | 2012 | 2013 | 2014 | 2015 | 2016 | 2017 | 2018 | 2019 | 2020 | В–П   |
| --------------- | ---- | ---- | ---- | ---- | ---- | ---- | ---- | ---- | ---- | ---- | ---- | ---- | ---- | ---- | ----- |
| Australian Open | A    | A    | A    | A    | 1Р   | 1Р   | КР   | 3Р   | 1Р   | 1Р   | 3Р   | 1Р   | 1Р   | 4Р   | 7–9   |
| French Open     | A    | A    | A    | КР   | A    | КР   | КР   | 2Р   | 1Р   | 1Р   | 1Р   | 1Р   | 1Р   |      | 1–6   |
| Wimbledon       | A    | A    | A    | 1Р   | 1Р   | КР   | 3Р   | 3Р   | 1Р   | 1Р   | 3Р   | 2Р   | ЧФ   |      | 11–9  |
| US Open         | КР   | A    | КР   | КР   | 1Р   | КР   | 4Р   | 1Р   | 1Р   | 1Р   | 1Р   | 1Р   | 2Р   |      | 4–8   |
| Ви–Пр           | 0–0  | 0–0  | 0–0  | 0–1  | 0–3  | 0–1  | 5–2  | 5–4  | 0–4  | 0–4  | 4–4  | 1–4  | 5-4  | 3-1  | 23–32 |

### Пари
| Турнір          | 2011 | 2012 | 2013 | 2014 | 2015 | 2016 | 2017 | 2018 | 2019 | 2020 | В–П   |
| --------------- | ---- | ---- | ---- | ---- | ---- | ---- | ---- | ---- | ---- | ---- | ----- |
| Australian Open | A    | A    | A    | 3Р   | 1Р   | A    | 1Р   | 1Р   | ПФ   | 3Р   | 7–6   |
| French Open     | A    | A    | A    | 3Р   | 1Р   | A    | 2Р   | 1Р   | 1Р   |      | 3–5   |
| Wimbledon       | A    | A    | A    | 2Р   | 1Р   | 1Р   | 1Р   | 1Р   | 2Р   |      | 2–6   |
| US Open         | 1Р   | A    | 2Р   | 2Р   | 1Р   | 2Р   | 1Р   | 1Р   | 1Р   |      | 3–8   |
| Ви–Пр           | 0–1  | 0–0  | 1–1  | 5–4  | 0–4  | 1-2  | 1-4  | 0-4  | 4-4  | 3-1  | 16–25 |

## Зовнішні посилання
- Досьє на сайті WTA [Архівовано 4 грудня 2014 у Wayback Machine.]

| Тенісист | Це незавершена стаття про тенісиста чи тенісистку. Ви можете допомогти проєкту, виправивши або дописавши її. |